# هيلين بارسونز
هيلين بارسونز (بالإنجليزية: Helen T. Parsons)‏ هي عالمة كيمياء حيوية واخصائيه تغذية أمريكية، ولدت في 26 مارس 1886 في أركنساس سيتي في الولايات المتحدة، وتوفيت في 30 ديسمبر 1977 في ماديسون في الولايات المتحدة.